# Eduardo Pereira Rodrigues
Eduardo Pereira Rodrigues, meglio noto come Dudu (Goiânia, 7 gennaio 1992), è un calciatore brasiliano, attaccante dell'Atlético Mineiro.

## Caratteristiche tecniche
Gioca nel ruolo di ala sinistra, oltre a essere un bravo realizzatore è un ottimo assist-man, tra l'altro è forte nell'uno-contro-uno. Sia in fase di passaggio che nel dribbling si affida molto al proprio estro, il suo piede forte è il destro ma è bravo a calciare con entrambi, vanta potenza di tiro, e sa usare bene il colpo di testa, ma è anche un ottimo rigorista.
Nel 2012 è stato inserito nella lista dei migliori calciatori nati dopo il 1991 stilata da Don Balón.

## Carriera

### Club

#### Cruzeiro e Coritiba
Ha esordito nel 2009 con il Cruzeiro, il 14 giugno 2009 entrando in campo nel secondo tempo, nella sconfitta per 3-1 contro il Palmeiras, nella sua seconda partita subisce un fallo ottenendo un rigore che viene segnato dal suo compagno Zé Carlos vincendo così per 1-0 contro l'Avaí. Viene ceduto in prestito al Coritiba nella seconda divisione del campionato brasiliano, vincendo l'edizione 2010 della Série B. Nel 2011 torna brevementa a giocare per il Cruzeiro.

#### Dinamo Kiev e Grêmio
Il 31 agosto 2011, Dudu firma un contratto quinquennale con la Dinamo Kiev. Il suo primo gol lo segna nella Coppa Ucraina battendo per 3-1 il Kremin, invece nel campionato ucraino segna una rete nella larga vittoria per 6-1 contro lo Zorja. La sua ultima rete per il Dinamo Kiev la mette a segno il 30 ottobre 2013 battendo per 4-0 lo Shakhtar Sverdlovsk. Torna a giocare in Brasile venendo ceduto in prestito al club del Grêmio, segna solo due gol, nella Coppa Libertadores, il primo battendo l'Atlético Nacional per 2-0 e il secondo agli ottavi di finale con il gol del 1-0 battendp il San Lorenzo vincendo la partita di ritorno dopo aver perso con lo stesso risultato quella di andata, tuttavia il San Lorenza vince per 4-2 ai rigori.

#### Palmeiras e Al-Duhail
Nel 2015 si trasferisce al Palmeiras, vince la 2015, segna una doppietta nella finale vinta contro il Santos. Riesce a vincere l'edizione 2016 del campionato brasiliano, segna una rete battendo per 3-1 il Santa Cruz, un altro gol lo mette a segno vincendo per 4-0 contro il Figueirense, sigla un'altra rete vincendo contro il Fluminense, inoltre il suo gol decide la vittoria per 1-0 ai danni del Botafogo. Conquista anche la vittoria dell'edizione 2018, segna il gol del 3-1 battendo il San Paolo, è autore della rete del 3-0 vincendo contro il Vitória, segna un gol nella partita vinta per 3-2 contro il Santos, un'altra rete la segna vincendo per 4-0 contro l'América, inoltre grazie al suo gol il Palmeiras vince per 1-0 contro l'Internacional
Viene ceduto in prestito all'Al-Duhail giocando nella Stars League, segna un gol sia contro l'Al-Rayyan, contro l'Al-Gharafa che contro il Qatar SC vincendo tutti e tre i match per 2-1, segna una doppietta battendo per 4-0 l'Al-Ahli, è autore di una tripletta sconfiggendo per 8-1 l'Al-Wakrah, inoltre la sua rete permette di vincere per 1-0 contro l'Umm-Salal.
Finito il prestito torna a giocare con il Palmeiras, vince l'edizione 2022 del campionato, segna un gol sua contro il Corinthians che contro l'Avaí vincendo entrambe le partite per 3-0, riesce a fare un gol anche contro il Fortaleza vincendo per 4-0, segna il gol del 3-1 vincendo contro il Botafogo, segna una rete vincendo anche contro il Ceará per 2-1, riesce a segnare una rete anche nella vittoria per 2-0 vincendo contro il Coritiba. Vince pure l'edizione successiva del campionato, segna in tutti tre reti, la prima con il gol del 5-0 contro il Goiás, segna delle reti pure contro il Flamengo che contro l'Atlético Mineiro, entrambe le partite si concludono con un pareggio per 1-1.

#### Cruzeiro e Altético Mineiro
Il 24 dicembre 2024 viene annunciato il suo ritorno al Cruzeiro con cui debutta nella sconfitta contro l'Athletic il 22 gennaio 2025.
Il 6 maggio 2025 si trasferisce all'Atlético Mineiro.

### Nazionale
Nel 2011 viene convocato nell'Under-20 per prendere parte al campionato mondiale di calcio Under-20 riuscendo a vincerlo, segna il gol del 4-0 battendo il Panama, agli ottavi di finale è autore della rete del 3-0 sconfiggendo l'Arabia Saudita, invece nei quarti di finale segna un gol nei tempi supplementari contro la Spagna, la partita finisce per 2-2 e il Brasile vince ai calci di rigore per 4-2, Dudu è tra i calciatori che segna dal dischetto.
Il 10 novembre 2011 entra a partita in corso nell'amichevole internazionale giocata (e vinta 2-0) a Libreville contro il Gabon, sostituendo al 77' minuto il connazionale Jonas ed esordendo ufficialmente con la selezione maggiore, con la cui maglia scende in campo anche il 14 novembre 2011 in una partita amichevole vinta per 2-0 contro l'Egitto. In un'altra amichevole, il 26 gennaio 2017, vince contro la Colombia, Dude segna con un colpo di testa la rete del 1-0.

## Statistiche

### Presenze e reti nei club
Statistiche aggiornate al 27 settembre 2019.
| Stagione           | Squadra            | Campionato         | Campionato | Campionato | Coppe nazionali | Coppe nazionali | Coppe nazionali | Coppe continentali | Coppe continentali | Coppe continentali | Altre coppe | Altre coppe | Altre coppe | Totale | Totale |
| Stagione           | Squadra            | Comp               | Pres       | Reti       | Comp            | Pres            | Reti            | Comp               | Pres               | Reti               | Comp        | Pres        | Reti        | Pres   | Reti   |
| ------------------ | ------------------ | ------------------ | ---------- | ---------- | --------------- | --------------- | --------------- | ------------------ | ------------------ | ------------------ | ----------- | ----------- | ----------- | ------ | ------ |
| 2011-2012          | Dinamo Kiev        | PL                 | 4          | 1          | CU              | 1               | 1               | UEL                | 1                  | 0                  | -           | -           | -           | 6      | 2      |
| 2012-2013          | Dinamo Kiev        | PL                 | 13         | 1          | CU              | 0               | 0               | UCL                | 2                  | 0                  | -           | -           | -           | 15     | 1      |
| 2013-gen. 2014     | Dinamo Kiev        | PL                 | 7          | 0          | CU              | 1               | 1               | UEL                | 3                  | 0                  |             | -           | -           | 11     | 1      |
| Totale Dinamo Kiev | Totale Dinamo Kiev | Totale Dinamo Kiev | 24         | 2          |                 | 2               | 2               |                    | 6                  | 0                  |             | -           | -           | 32     | 4      |
| 2014               | Grêmio             | A+PD/RS            | 35+10      | 3+3        | CB              | 1               | 0               | CL                 | 7                  | 2                  | -           | -           | -           | 53     | 8      |
| 2015               | Palmeiras          | A+A1/SP            | 28+17      | 10+3       | CB              | 11              | 3               | -                  | -                  | -                  | -           | -           | -           | 56     | 16     |
| 2016               | Palmeiras          | A+A1/SP            | 33+14      | 6+3        | CB              | 2               | 0               | CL                 | 4                  | 0                  | -           | -           | -           | 53     | 9      |
| 2017               | Palmeiras          | A+A1/SP            | 26+16      | 9+4        | CB              | 4               | 2               | CL                 | 7                  | 1                  | -           | -           | -           | 53     | 16     |
| 2018               | Palmeiras          | A+A1/SP            | 31+19      | 7+4        | CB              | 5               | 1               | CL                 | 11                 | 2                  | -           | -           | -           | 66     | 14     |
| 2019               | Palmeiras          | A+A1/SP            | 36+14      | 9+2        | CB              | 4               | 0               | CL                 | 10                 | 2                  | -           | -           | -           | 64     | 13     |
| gen.-ago. 2020     | Palmeiras          | A+A1/SP            | 0+8        | 0+2        | CB              | 0               | 0               | CL                 | 2                  | 0                  | -           | -           | -           | 8      | 2      |
| Totale Palmeiras   | Totale Palmeiras   | Totale Palmeiras   | 154+88     | 41+18      |                 | 26              | 6               |                    | 34                 | 5                  |             | -           | -           | 302    | 70     |
| ago.2020-2021      | Al-Duhail          | QSL                | 22         | 14         | EQC+CSQ+CQ      | 3+4+2           | 0+1+0           | ACL                | 4                  | 0                  | CdM         | 2           | 0           | 37     | 15     |
| Totale carriera    | Totale carriera    | Totale carriera    | 264        | 73         |                 | 35              | 7               |                    | 38                 | 5                  |             | 2           | 0           | 339    | 85     |

### Cronologia presenze e reti in nazionale
| Cronologia completa delle presenze e delle reti in nazionale ― Brasile | Cronologia completa delle presenze e delle reti in nazionale ― Brasile | Cronologia completa delle presenze e delle reti in nazionale ― Brasile | Cronologia completa delle presenze e delle reti in nazionale ― Brasile | Cronologia completa delle presenze e delle reti in nazionale ― Brasile | Cronologia completa delle presenze e delle reti in nazionale ― Brasile | Cronologia completa delle presenze e delle reti in nazionale ― Brasile | Cronologia completa delle presenze e delle reti in nazionale ― Brasile |
| Data                                                                   | Città                                                                  | In casa                                                                | Risultato                                                              | Ospiti                                                                 | Competizione                                                           | Reti                                                                   | Note                                                                   |
| ---------------------------------------------------------------------- | ---------------------------------------------------------------------- | ---------------------------------------------------------------------- | ---------------------------------------------------------------------- | ---------------------------------------------------------------------- | ---------------------------------------------------------------------- | ---------------------------------------------------------------------- | ---------------------------------------------------------------------- |
| 10-11-2011                                                             | Libreville                                                             | Gabon                                                                  | 0 – 2                                                                  | Brasile                                                                | Amichevole                                                             | -                                                                      | 77’                                                                    |
| 14-11-2011                                                             | Ar Rayyan                                                              | Brasile                                                                | 2 – 0                                                                  | Egitto                                                                 | Amichevole                                                             | -                                                                      | 84’                                                                    |
| 25-1-2017                                                              | Rio de Janeiro                                                         | Brasile                                                                | 1 – 0                                                                  | Colombia                                                               | Amichevole                                                             | 1                                                                      | 79’                                                                    |
| Totale                                                                 |                                                                        | Presenze                                                               | 3                                                                      |                                                                        | Reti                                                                   | 1                                                                      |                                                                        |

## Palmarès

### Club

#### Competizioni nazionali
- Campeonato Brasileiro Série B: 1

Coritiba: 2010
- Coppa del Brasile: 1

Palmeiras: 2015
- Campionato brasiliano: 4

Palmeiras: 2016, 2018, 2022, 2023
- Supercoppa del Brasile: 1

Palmeiras: 2023

#### Competizioni statali
- Campionato Mineiro: 1

Cruzeiro: 2011
- Campionato paulista: 3

Palmeiras: 2022, 2023, 2024

#### Competizioni internazionali
- Coppa Libertadores: 1

Palmeiras: 2021
- Recopa Sudamericana: 1

Palmeiras 2022

### Nazionale
- Campionato mondiale Under-20: 1

2011

### Individuale
- Bola de Ouro: 1

2018

## Controversias
El 18 de julio de 2025, el futbolista brasileño Dudu, del Atlético Mineiro, fue sancionado con seis partidos de suspensión y una multa de 90.000 reales por el Superior Tribunal de Justicia Deportiva (STJD), debido a comentarios misóginos que publicó en redes sociales en 2023 dirigidos a la presidenta del Palmeiras, Leila Pereira. El fallo unánime fue resultado de una denuncia presentada por la União Brasileira de Mulheres e incluyó el testimonio de Pereira. Atlético Mineiro solicitó un efecto suspensivo (efeito suspensivo) para que el jugador pudiera seguir participando hasta que se resuelva la apelación en pleno. Paralelamente, ambas partes mantienen demandas civiles cruzadas por difamación y daños morales.